# Kam pieder valsts?
Kdo řídí stát? (lotyšsky Kam pieder valsts?) je pravicově populistická politická strana v Lotyšsku. Vznikla v roce 2016 odtržením od Strany regionů. Strana se profiluje jako protestní, pravicově-konzervativní, umírněně euroskeptická (například vystupuje proti euru) a protikorupční. Zakladatelem a současným předsedou je Artuss Kaimiņš.